# Limenitis mincia
Limenitis mincia är en fjärilsart som beskrevs av Hall 1938. Limenitis mincia ingår i släktet Limenitis och familjen praktfjärilar. Inga underarter finns listade i Catalogue of Life.